# Stadionul „La Șosea”
Stadionul „La Șosea” a fost un stadion destinat fotbalui, aparținând United Ploiești, club creat de muncitorii americanii și olandezi sub conducerea lui Jacob Koppes. În anul 1909 a fost construit un stadion cu 800 de locuri, din inițiativa primarului ploieșten Radu Stanian și a președintelui Partidului Conservator-Democrat, Take Ionescu. La 29 octombrie 1909 a avut loc inaugurarea cel dintâi stadion din Ploiești. Stadionul, numit „La Șosea” datorită faptului că se afla aproape de șoseaua națională București-Ploiești, se situa pe Strada Lunei, astăzi parcul Mihai Eminescu.